# Bart the General
«Bart the General» (укр. Барт — генерал) — п'ята серія першого сезону мультсеріалу «Сімпсони», прем'єра якої відбулась 4 лютого 1990 року у США на телеканалі «FOX».

## Сюжет
Ліса приготувала кілька кексів для своєї вчительки Міс Гувер. Коли всі залишають автобус, один із спільників Нельсона Мюнца вихоплює кекси з рук Ліси. Барт вимагає їх повернути, але хуліган, навпаки, розтоптує випічку. В бійці, що виникає, Барт б'є Нельсона по носі. Після занять розгніваний Нельсон зустрічає Барта і б'є його. В результаті побитий Барт опиняється у сміттєвому баці, який котиться прямо до його дому.
Вдома Барт розповідає сім'ї про інцидент і його батьки пропонують різні варіанти вирішення проблеми. Гомер пропонує битись брудно, а Мардж вважає, що потрібно про все розповісти директору Скіннеру. Барт обирає пораду Гомера, але Нельсон його знову перемагає. Після цього, за порадою Ліси, він вирішує звернутися до старшого члена сім'ї Сімпсонів, до діда Сімпсона.
Дід веде Барта до Германа, ветерана війни і хазяїна магазину військового антикваріату. Герман вирішує оголосити Нельсону війну і повністю роз'яснює Барту стратегію нападу.
Барт збирає інших школярів, яким набридли витівки Нельсона та вербує їх як солдатів. Після довгої і виснажливої підготовки «військо» нападає на банду Нельсона. Нельсона беруть в полон, але він погрожує вбити Барта, як тільки його відпустять. Герман пише пакт про капітуляцію Нельсона, який той підписує разом з Бартом.
У фінальній сцені Барт розповідає глядачам, чому жодну війну не можна виправдати.

## Виробництво

Гаррі Ширер заснував голос Германа, персонажа, представленого в цьому епізоді, на основі голосу Джорджа Буша-старшого

Режисер Девід Сільверман, паралельно з цією серією, робив «Bart the Genius». З самого початку він планував використати у серії пісню американського соло виконавця Едвіна Старра «War» (укр. «Війна»), але пізніше стало зрозуміло, що пісня не вписується в сюжет.
У серії були проблеми з цензурою, яка не хотіла, щоб у прйм-тайм герої шоу говорили слово «family jewels» (укр. сімейний скарб) у значенні пеніса. Це слово з'явилось в тій частині, де Абрахам Сімпсон пише листа про сексуалізацію мас-медіа та складає список слів, які він не хоче чути на телебаченні.

## Перша поява
В цьому епізоді вперше з'явились Нельсон Мюнц та Герман. Зовнішній вигляд Германа був створений за образом сценариста Джона Шварцвельдера, його манера говорити нагадує інтонації Джорджа Буша старшого. За оригінальним задумом, Герман при кожній появі розповідає різні історії про втрату руки.

## Культурні відсилання
- В епізоді присутні відсилання до декількох воєнних фільмів: «Суцільнометалевої оболонки»[4], «Найдовшого дня»[2] та «Народженого четвертого липня».
- Деякі репліки Барта та частина саундтреку взяті з фільму «Паттон». Компанія «FOX» — власник авторських прав на цей фільм, тому жодних проблем з використанням саундтреку не виникло[3].
- Наприкінці серії Барт підводить підсумок, констатуючи, що «гарними війнами» можна вважати лише Американську революцію, Другу світову війну та «Зоряні війни»[5].

## Цікаві факти
- Серія вийшла занадто довгою, щоб у ній використовувати звичну початкову заставку. Початкові титри обрізали до простого зображення будинку Сімпсонів[2]. Це перша серія, в якій не було надпису на дошці та «диванного жарту».
- «Bart the General» і епізод серіалу «Сайнфелд» використовувались в експерименті Дартмутського коледжу, в ході якого вивчалась активність головного мозку під час смішних моментів телешоу. Результати були опубліковані у 2004, в одному із випусків академічного журналу «Neuroimage»[6].
- У цій серії на питання Барта як Герман той втратив руку, той відповідає, що висунув руку з вікна автобуса. Раніше, у серії «Homer’s Odyssey» місіс Крабапель каже дітям: «Клас, не висовуйтесь з вікон. Ми всі пам'ятаємо трагічну історію одного хлопчика, який висунув з вікна руку і її відірвало проїжджаючою поруч вантажівкою».
- У цій серії звертаючись до глядачів Барт вперше розбиває «четверту стіну».